# Lestes belladonna
Lestes belladonna är en trollsländeart som beskrevs av Macleay in King 1827. Lestes belladonna ingår i släktet Lestes och familjen glansflicksländor. Inga underarter finns listade i Catalogue of Life.